# Seo Jung-hyup
Seo Jung-hyup (* 3. Januar 1965 in Ulsan) ist ein unabhängiger südkoreanischer Politiker, der vom 10. Juli 2020 bis 8. April 2021 als interimistischer Bürgermeister von Seoul amtierte.
Seo studierte an der Seoul National University internationale Wirtschaft. Seit Januar 2020 fungierte er als erster Vizebürgermeister für administrative Angelegenheiten und leitete bereits 2019 die Kulturabteilung der Stadt. Nach dem Tod von Bürgermeister Park Won-soon rückte er in das Amt auf.
Bei den Wählen im April 2021 wurde Oh Se-hoon als Bürgermeister gewählt und trat am 8. April 2021 das Amt an.